# 360762 FRIPON
360762 FRIPON è un asteroide della fascia principale. Scoperto nel 2005, presenta un'orbita caratterizzata da un semiasse maggiore pari a 2,4396942 UA e da un'eccentricità di 0,1562101, inclinata di 2,14489° rispetto all'eclittica.
Dal 22 luglio al 19 settembre 2013, quando 362911 Miguelhurtado ricevette la denominazione ufficiale, è stato l'asteroide denominato con il più alto numero ordinale. Prima della sua denominazione, il primato era di 348034 Deslorieux.
L'asteroide è dedicato all'omonimo progetto, acronimo di Fireball Recovery and Inter Planetary Observation Network, inteso ad individuare tutte le meteore che cadano sul suolo francese.